# Польща на зимових Олімпійських іграх 1956
Польща на зимових Олімпійських іграх 1956 року, які проходили в італійському місті Кортіна-д'Ампеццо, була представлена 51 спортсменом (44 чоловіками та 7 жінками) у 6 видах спорту. Прапороносцем на церемонії відкриття Олімпійських ігор був лижник Тадеуш Квапень.
Польські спортсмени здобули 1 бронзову медаль. Збірна Польща зайняла 12 загальнокомандне місце.

## Медалісти
| Медалі за видом спорту | Медалі за видом спорту | Медалі за видом спорту | Медалі за видом спорту | Медалі за видом спорту |
| ---------------------- | ---------------------- | ---------------------- | ---------------------- | ---------------------- |
| Вид                    | 1                      | 2                      | 3                      | Всього                 |
| Лижне двоборство       | 0                      | 0                      | 1                      | 1                      |
| Всього                 | 0                      | 0                      | 1                      | 1                      |

| Медаль | Спортсмен                 | Вид спорту       | Дисципліна                               |
| ------ | ------------------------- | ---------------- | ---------------------------------------- |
| Бронза | Францішек Гонсеніца Гронь | Лижне двоборство | індивідуальний нормальний трамплін/15 км |

## Бобслей
Чоловіки
| Екіпаж | Спортсмени | Дисципліна | Спуск 1 | Спуск 1 | Спуск 2 | Спуск 2 | Спуск 3 | Спуск 3 | Спуск 4 | Спуск 4 | Разом   | Разом |
| Екіпаж | Спортсмени | Дисципліна | Час     | Місце   | Час     | Місце   | Час     | Місце   | Час     | Місце   | Час     | Місце |
| ------ | --- | ---------- | ------- | ------- | ------- | ------- | ------- | ------- | ------- | ------- | ------- | ----- |
| POL-1  | Олексій Конечний Збігнєв Сковроньський                                                                                     | двійки     | 1:27.21 | 16      | 1:27.23 | 21      | 1:27.87 | 20      | 1:28.54 | 18      | 5:50.85 | 19    |
| POL-2  | Стефан Чяпала Олександр Габела                                                                                             | двійки     | 1:27.70 | 21      | 1:26.49 | 15      | 1:26.24 | 13      | 1:25.92 | 10      | 5:46.35 | 16    |
| POL-1  | Стефан Чяпала Єжи Олесяк Юзеф Шиманьський Олександр Габела                                                                 | четвірки   | 1:19.95 | 12      | 1:20.25 | 14      | 1:21.10 | 14      | 1:22.19 | 19      | 5:23.49 | 15    |
| POL-2  | Олексій Конечний Зигмунт Конечний Влодзімеж Жрубік Збігнєв Сковроньський (у двох спусках) Ян Домбровський (у двох спусках) | четвірки   | n/a     | n/a     | n/a     | n/a     | n/a     | n/a     | n/a     | n/a     | 5:28.40 | 21    |

## Гірськолижний спорт
| Спортсмен                          | Змагання                     | Фінал             | Фінал   | Фінал             | Фінал |
| Спортсмен                          | Змагання                     | Спуск 1           | Спуск 2 | Разом             | Місце |
| ---------------------------------- | ---------------------------- | ----------------- | ------- | ----------------- | ----- |
| Ян Зарицький                       | швидкісний спуск, чоловіки   |                   |         | дискваліфікований | –     |
| Анджей Гонсеніца Рой               | швидкісний спуск, чоловіки   |                   |         | 3:09.3            | 15    |
| Анджей Гонсеніца Рой               | гігантський слалом, чоловіки |                   |         | 3:48.6            | 54    |
| Юзеф Марусаж                       | гігантський слалом, чоловіки |                   |         | 3:29.3            | 35    |
| Влодзімеж Чарняк                   | гігантський слалом, чоловіки |                   |         | 3:24.2            | 28    |
| Ян Зарицький                       | гігантський слалом, чоловіки |                   |         | 3:22.3            | 23    |
| Ян Зарицький                       | слалом, чоловіки             | дискваліфікований | –       | дискваліфікований | –     |
| Анджей Гонсеніца Рой               | слалом, чоловіки             | 1:50.6            | 2:05.2  | 3:55.8            | 23    |
| Ян Гонсеніца Чяптак                | слалом, чоловіки             | 1:33.8            | 2:06.2  | 3:40.0            | 16    |
| Марія Гонсеніца-Даніель-Шатковська | швидкісний спуск, жінки      |                   |         | не фінішувала     | –     |
| Марія Ковальська                   | швидкісний спуск, жінки      |                   |         | 1:51.9            | 19    |
| Барбара Грохольська                | швидкісний спуск, жінки      |                   |         | 1:51.7            | 17    |
| Марія Гонсеніца-Даніель-Шатковська | гігантський слалом, жінки    |                   |         | 2:10.9            | 35    |
| Барбара Грохольська                | гігантський слалом, жінки    |                   |         | 2:05.5            | 30    |
| Марія Ковальська                   | гігантський слалом, жінки    |                   |         | 2:02.8            | 20    |
| Марія Гонсеніца-Даніель-Шатковська | слалом, жінки                | дискваліфікована  | –       | дискваліфікована  | –     |
| Марія Ковальська                   | слалом, жінки                | 58.7              | 1:23.0  | 2:21.7            | 22    |

## Лижне двоборство
| Спортсмен                 | Змагання                                 | Стрибок з трампліну | Стрибок з трампліну | Стрибок з трампліну | Стрибок з трампліну | Лижна гонка | Лижна гонка | Лижна гонка | Разом   | Разом |
| Спортсмен                 | Змагання                                 | Дистанція 1         | Дистанція 2         | Бали                | Місце               | Час         | Бали        | Місце       | Бали    | Місце |
| ------------------------- | ---------------------------------------- | ------------------- | ------------------- | ------------------- | ------------------- | ----------- | ----------- | ----------- | ------- | ----- |
| Юзеф Даніель Кжептовський | індивідуальний нормальний трамплін/15 км | 62.0                | 60.5                | 173.5               | 33                  | 1'00:48     | 222.600     | 18          | 396.100 | 29    |
| Ян Рашка                  | індивідуальний нормальний трамплін/15 км | 65.0                | 64.5                | 182.5               | 29                  | 1'05:15     | 205.400     | 32          | 387.900 | 32    |
| Францішек Гонсеніца-Гронь | індивідуальний нормальний трамплін/15 км | 72.5                | 71.5                | 203.0               | 10                  | 57:55       | 233.800     | 7           | 436.800 | 3     |
| Олександр Ковальський     | індивідуальний нормальний трамплін/15 км | 74.0                | 75.0                | 210.5               | 5                   | 1'03:37     | 211.700     | 29          | 422.200 | 15    |

## Лижні перегони
| Дисципліна                    | Спорстмени                                                                  | Дистанція | Дистанція |
| Дисципліна                    | Спорстмени                                                                  | Час       | Місце     |
| ----------------------------- | --------------------------------------------------------------------------- | --------- | --------- |
| 15 км, чоловіки               | Юзеф Гонсеніца Собчак                                                       | 56:39     | 44        |
| 15 км, чоловіки               | Юзеф Рубісь                                                                 | 54:47     | 34        |
| 15 км, чоловіки               | Анджей Матея                                                                | 53:42     | 23        |
| 15 км, чоловіки               | Тадеуш Квапень                                                              | 52:45     | 16        |
| 30 км, чоловіки               | Станіслав Буковський                                                        | 1'56:26   | 29        |
| 30 км, чоловіки               | Юзеф Рубісь                                                                 | 1'53:57   | 23        |
| 30 км, чоловіки               | Тадеуш Квапень                                                              | 1'49:09   | 12        |
| 50 км, чоловіки               | Станіслав Буковський                                                        | 3'10:49   | 13        |
| 4 × 10 км, естафета, чоловіки | Юзеф Рубісь Юзеф Гонсеніца Собчак Тадеуш Квапень Анджей Матея               | 2'25:55   | 9         |
| 10 км, жінки                  | Гелена Гонсеніца Даніель                                                    | 43:09     | 24        |
| 10 км, жінки                  | Зофія Кжептовська                                                           | 41:37     | 18        |
| 10 км, жінки                  | Юзефа Чернявська-Пенкса                                                     | 41:28     | 17        |
| 10 км, жінки                  | Марія Гонсеніца Букова-Ковальська                                           | 41:09     | 16        |
| 3 × 5 км, естафета, жінки     | Марія Гонсеніца Букова-Ковальська Юзефа Чернявська-Пенкса Зофія Кжептовська | 1'13:20   | 5         |

## Стрибки з трапліна
| Спортсмен                | Дисципліна          | Стрибок 1 | Стрибок 1 | Стрибок 2 | Стрибок 2 | Разом | Разом |
| Спортсмен                | Дисципліна          | Відстань  | Бали      | Відстань  | Бали      | Бали  | Місце |
| ------------------------ | ------------------- | --------- | --------- | --------- | --------- | ----- | ----- |
| Юзеф Гучек               | нормальний трамплін | 70.5      | 95.5      | 67.0      | 89.5      | 185.0 | 30    |
| Владислав Тайнер         | нормальний трамплін | 74.0      | 98.0      | 76.5      | 103.0     | 201.0 | 16    |
| Роман Гонсеніца Сечка    | нормальний трамплін | 77.5      | 101.5     | 71.5      | 88.0      | 189.5 | 25    |
| Анджей Гонсеніца Даніель | нормальний трамплін | 78.0      | 102.0     | 74.5      | 96.5      | 198.5 | 20    |

## Хокей
|  | Склад команди Владислав Рабіш Едвард Кочонб Януш Завадзький Казімеж Ходаковський Станіслав Ольчик Мечислав Хмура Генрик Бромович Юзеф Курек Здзіслав Новак Шимон Янічко Адольф Врубель Казімеж Бринярський Мар'ян Герда Гіларі Скаржиньський Броніслав Гоштила Рудольф Чех Альфред Врубель |

### Перший раунд
Підсумкова таблиця
| М | Команда        | І | Пер | Н | Пор | ЗШ | ПШ | О |
| - | -------------- | - | --- | - | --- | -- | -- | - |
| 1 | Чехословаччина | 2 | 2   | 0 | 0   | 12 | 6  | 4 |
| 2 | США            | 2 | 1   | 0 | 1   | 7  | 4  | 2 |
| 3 | Польща         | 2 | 0   | 0 | 2   | 3  | 12 | 0 |

Результати матчів
| Дата       | Команда        | Рахунок | Команда |
| ---------- | -------------- | ------- | ------- |
| 27.01.1956 | Чехословаччина | 4 : 3   | США     |
| 28.01.1956 | США            | 4 : 0   | Польща  |
| 29.01.1956 | Чехословаччина | 8 : 3   | Польща  |

### Фінал (за 7-10 місця)
Підсумкова таблиця
| М  | Команда   | І | Пер | Н | Пор | ЗШ | ПШ | О |
| -- | --------- | - | --- | - | --- | -- | -- | - |
| 7  | Італія    | 3 | 3   | 0 | 0   | 21 | 7  | 6 |
| 8  | Польща    | 3 | 2   | 0 | 1   | 12 | 10 | 4 |
| 9  | Швейцарія | 3 | 1   | 0 | 2   | 12 | 18 | 2 |
| 10 | Австрія   | 3 | 0   | 0 | 3   | 9  | 19 | 0 |

Результати матчів
| Дата       | Команда   | Рахунок | Команда   |
| ---------- | --------- | ------- | --------- |
| 31.01.1956 | Швейцарія | 7 : 4   | Австрія   |
| 01.02.1956 | Польща    | 6 : 2   | Швейцарія |
| 01.02.1956 | Італія    | 8 : 2   | Австрія   |
| 02.02.1956 | Італія    | 8 : 3   | Швейцарія |
| 02.02.1956 | Польща    | 4 : 3   | Австрія   |
| 03.02.1956 | Італія    | 5 : 2   | Польща    |